# Major League Rugby 2022
La Major League Rugby 2022 fue la quinta edición del torneo profesional estadounidense de rugby.
A diferencia de la edición del año anterior, en esta temporada se incorporó el equipo Dallas Jackals.

## Modo de disputa
Cada equipo disputó 16 encuentros a lo largo de 18 semanas, contando con dos semanas libres para cada franquicia.
Los tres mejores equipos de cada conferencia clasificaron a la postemporada, el segundo y tercer clasificado disputaron una semifinal, posteriormente el ganador de este partido enfrentó al mejor clasificado en la final de conferencia, el ganador de cada conferencia clasificó a la Gran Final, en donde se decidió el campeón de la liga.

## Conferencias

### Conferencia Oeste
| Franquicia           | Ciudad      | Estado/País | Estadio                         | Capacidad |
| -------------------- | ----------- | ----------- | ------------------------------- | --------- |
| Austin Gilgronis     | Round Rock  | Texas       | Round Rock Multipurpose Complex | 3.500     |
| Dallas Jackals       | Dallas      | Texas       | Choctaw Stadium                 | 49.170    |
| Houston SaberCats    | Houston     | Texas       | Aveva Stadium                   | 4.000     |
| Los Ángeles Giltinis | Los Ángeles | California  | Los Angeles Memorial Coliseum   | 77.500    |
| San Diego Legion     | San Diego   | California  | Torero Stadium                  | 6.000     |
| Seattle Seawolves    | Tukwila     | Washington  | Starfire Sports                 | 4.500     |
| Utah Warriors        | Herriman    | Utah        | Zions Bank Stadium              | 5.000     |

### Conferencia Este
| Franquicia             | Ciudad           | Estado/País   | Estadio                      | Capacidad   |
| ---------------------- | ---------------- | ------------- | ---------------------------- | ----------- |
| New England Free Jacks | Weymouth         | Massachusetts | Union Point Sports Complex   | 2,000       |
| New Orleans Gold       | Marrero          | Luisiana      | Eagle Athletic Facility      | 3,000       |
| Old Glory DC           | Washington D. C. |               | Cardinal Stadium             | 3,500       |
| Rugby ATL              | Marietta         | Georgia       | Lupo Family Field            | 2,500       |
| Rugby New York         | Brooklyn         | Nueva York    | MCU Park                     | 7,000       |
| Toronto Arrows         | Toronto          | Canadá        | Alumni Field Lamport Stadium | 2,500 9,600 |

## Posiciones
|  | Clasificado a la final de conferencia.    |
|  | Clasificado a semifinales de conferencia. |
|  | Equipos descalificados.                   |

### Conferencia Oeste
| Pos. | Equipo               | Encuentros | Encuentros | Encuentros | Encuentros | Tantos | Tantos | Tantos | PB | PB | Puntos |
| Pos. | Equipo               | PJ         | PG         | PE         | PP         | F      | C      | Dif    | BO | BD | Puntos |
| ---- | -------------------- | ---------- | ---------- | ---------- | ---------- | ------ | ------ | ------ | -- | -- | ------ |
| 1.º  | Austin Gilgronis     | 16         | 12         | 0          | 4          | 475    | 229    | +246   | 9  | 1  | 58     |
| 2.º  | Los Ángeles Giltinis | 16         | 11         | 0          | 5          | 443    | 283    | +160   | 9  | 1  | 54     |
| 3.º  | Houston SaberCats    | 16         | 9          | 0          | 7          | 408    | 393    | +15    | 8  | 4  | 48     |
| 4.º  | Seattle Seawolves    | 16         | 9          | 0          | 7          | 435    | 354    | +81    | 6  | 4  | 46     |
| 5.º  | San Diego Legion     | 16         | 8          | 0          | 8          | 475    | 428    | +47    | 8  | 3  | 43     |
| 6.º  | Utah Warriors        | 16         | 5          | 0          | 11         | 424    | 395    | +29    | 6  | 7  | 33     |
| 7.º  | Dallas Jackals       | 16         | 0          | 0          | 16         | 198    | 752    | -554   | 2  | 2  | 4      |

### Conferencia Este
| Pos. | Equipo                 | Encuentros | Encuentros | Encuentros | Encuentros | Tantos | Tantos | Tantos | PB | PB | Puntos |
| Pos. | Equipo                 | PJ         | PG         | PE         | PP         | F      | C      | Dif    | BO | BD | Puntos |
| ---- | ---------------------- | ---------- | ---------- | ---------- | ---------- | ------ | ------ | ------ | -- | -- | ------ |
| 1.º  | New England Free Jacks | 16         | 13         | 0          | 3          | 454    | 328    | +126   | 8  | 2  | 62     |
| 2.º  | Rugby ATL              | 16         | 11         | 0          | 5          | 468    | 340    | +128   | 11 | 2  | 57     |
| 3.º  | Rugby New York         | 16         | 11         | 0          | 5          | 433    | 408    | +25    | 10 | 2  | 56     |
| 4.º  | Toronto Arrows         | 16         | 8          | 0          | 8          | 414    | 390    | +24    | 7  | 2  | 41     |
| 5.º  | New Orleans Gold       | 16         | 4          | 0          | 12         | 358    | 517    | -159   | 6  | 3  | 25     |
| 6.º  | Old Glory DC           | 16         | 3          | 0          | 13         | 423    | 591    | -168   | 8  | 3  | 23     |

## Fase Final

### Semifinales de Conferencia

#### Semifinal Este
| 11 de junio de 2022 | Rugby ATL | 19 - 26 | Rugby New York |  |  |

#### Semifinal Oeste
| 12 de junio de 2022 | Seattle Seawolves | 43 - 19 | San Diego Legion |  |  |

### Finales de Conferencia

#### Final Conferencia Este
| 19 de junio de 2022 | New England Free Jacks | 16 - 24 | Rugby New York |  |  |

#### Final Conferencia Oeste
| 18 de junio de 2022 | Houston SaberCats | 27 - 46 | Seattle Seawolves |  |  |

### Final
| 25 de junio de 2022 | Rugby New York | 30 - 15 | Seattle Seawolves | Red Bull Arena, Nueva Jersey |  |

| Bandera de Estados Unidos |
| Campeón Rugby New York    |
| Primer título             |